# Paul Phrygio

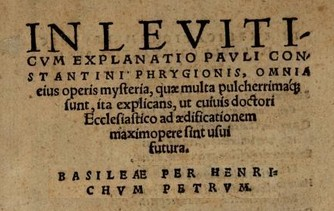
Paul Phrygio

Paul Phrygio, ou Sidensticker, Kostentzer, Costenzer, né vers 1483 à Sélestat, mort le 1er août 1543 à Tübingen, est un théologien et réformateur protestant alsacien.

## Biographie
Probablement issu d’une maison aisée civile, car il est en mesure, après son passage à l’école publique de sa ville natale, de poursuivre ses études à Fribourg et Paris, Phrygio a tenu, après cette préparation, des conférences théologiques à Bâle où il passe également, en 1513, un doctorat en théologie. Brièvement prédicateur à la cathédrale à Eichstätt, il reprit la paroisse de sa ville natale en 1519.
Sous l’influence des réformateurs de Strasbourg, il embrasse la Réforme. Bien que ses amis l’aient mis en garde contre le fait de parler autant de Martin Luther en chaire, le Conseil le réprimande et le désavoue en 1524. Néanmoins, les Sélestadiens plaident en sa faveur et conviennent de quêter pour lui au cas où il serait limogé.
Ne voulant pas rester dans cette ambiance survoltée, Phrygio part pour Strasbourg d’où il s’occupe des communautés rurales environnantes. Après avoir échoué à s’assurer les services de son compatriote Martin Bucer, le Conseil l’appelle, en 1529, comme prêtre à Saint Peter et comme second professeur de théologie aux côtés de Jean Husschin à Bâle.
En sa qualité de professeur, Phrygio préside, avec Husschin, le premier synode de Bâle. Sa position est estimée car la supervision des prédicateurs comme examinateur est également de son ressort. Phrygio n’est donc resté à Bâle qu’en 1534, année à laquelle Andreas Bodenstein lui succède. Il remplit ensuite les mêmes fonctions à Tübingen, où il passe les dernières années de son existence.